# Convention baptiste de l'Est de Cuba
La Convention baptiste de l’Est de Cuba (espagnol : Convención Bautista de Cuba Oriental) est une association chrétienne évangélique d'églises baptistes à Cuba.  Elle est affiliée à l’Alliance baptiste mondiale. Son siège est situé à Santiago de Cuba. 

## Histoire

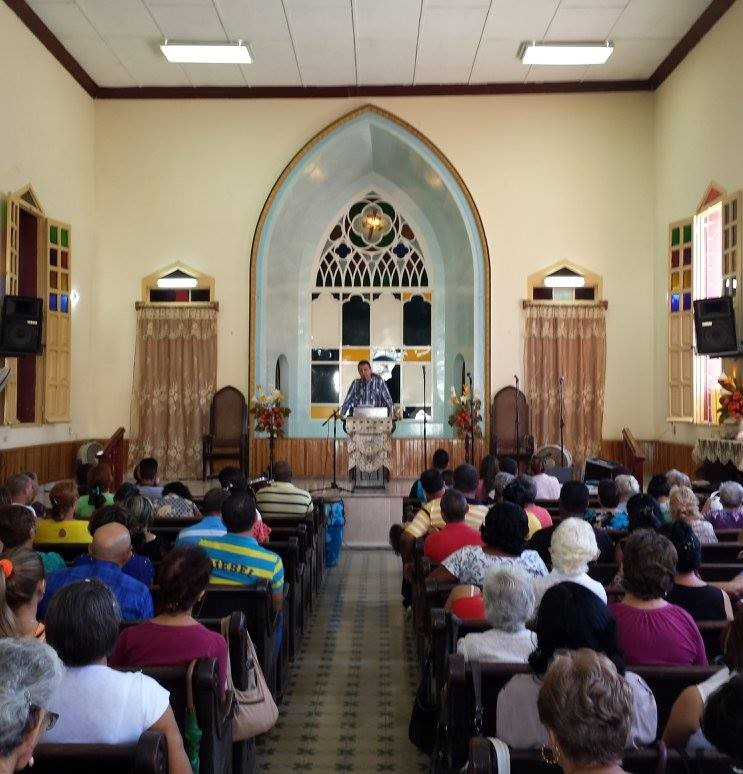
Service à la Première église baptiste Eben-Ezer de Manzanillo (Cuba).

La Convention baptiste de l’Est de Cuba a ses origines dans une mission américaine des Ministères internationaux à Santiago de Cuba en 1899 . Elle est officiellement fondée en 1905. Selon un recensement de l’association, en 2023 elle disait avoir 672 églises et 43,506 membres.